# 追崎史敏
追崎史敏（1975年10月15日—），出身於日本大分縣的動畫師、演出家、導演。
2008年8月，追崎史敏與池田東陽共同成立ENCOURAGE FILMS。2013年2月25日，追崎史敏接替已於同年2月17日驟逝的池田東陽，擔任ENCOURAGE FILMS董事長。

## 作品

### 電視動畫
- 愛麗絲偵探局（1995年－1996年）動畫
- 孩子們的遊戲（1996年－1998年）原畫
- 男女蹺蹺板（1998年－1999年）原畫
- 此时此刻的我（1999年－2000年）作畫監督、原畫
- 忍者乱太郎（1999年）動畫
- 奇異的破曉（2000年）作畫監督、原畫
- 破壞魔定光（2001年）原畫
- 最终幻想：无限（2001年）怪物設計、作畫監督
- 頑皮小白貂（2001年）分鏡
- 幻影天使（2001年）原畫
- 超重神GRAVION（2002年）原畫
- 百变之星（2003年）人物設計、總作畫監督
- 聖槍修女（2003年－2004年）OP原畫
- Keroro軍曹（2004年－2011年）人物設計、作畫監修、作畫監督、原畫、演出補佐（第61話）、分鏡（第103話Part B）、1stOP Staff（作畫監督）、1stED2 Staff（作畫）、1stED3 Staff（作詞、分鏡、演出、作畫）、2ndOP1 Staff（作畫監督）、2ndOP2 Staff（原畫）、4thOP Staff（作畫監督）
- 巖窟王（2004年－2005年）原畫
- 歡迎加入NHK!（2006年）Design Works、前期ED分鏡、演出、作畫監督、原畫
- 羅密歐×茱麗葉（2007年）導演
- 旋風管家（2007年）原畫（第39話）
- 鐵腕女警（2008年）作畫監督（4話）
- 再造人卡辛Sins（2009年）原畫（14話）
- 黑執事（2009年）原畫（17話）
- 神曲奏界Polyphonica（2009年）OP原畫
- 戰鬥司書 The book of Bantorra（2009年）OP原畫
- 守護甜心!!心跳不已（2010年）原畫
- KIDDY GiRL-AND（2010年）分鏡、演出、作畫監督、衣裝設計
- 迷糊餐廳（2010年）原畫
- 江户盗贼团五叶（2010年）作畫監督、原畫
- 我的妹妹哪有這麼可愛！（2010年）劇中動畫人物設計、分鏡、演出
- 侵略！花枝娘（2010年）OP分鏡、演出、原畫
- 亞斯塔蘿黛的後宮玩具（2011年）導演
- A Channel（2011年）分鏡
- 一起一起這裡那裡（2012年）導演
- 聖鬥士星矢Ω（2012年）分鏡
- 干支魂（2015年）導演、音響監督、作畫監督、原畫
- 蒼之彼方的四重奏（2016年）導演
- 跳水男孩（2017年）分鏡
- 相合之物（2022年）導演、分鏡
- 被解僱的暗黑士兵（30多歲）開始了慢生活的第二人生（2023年）導演、分鏡
- 聖女魔力無所不能（2023年）分鏡
- 受到猩猩之神庇佑的大小姐受到王立騎士團寵愛（2025年）導演、分鏡、演出

### 劇場版動畫
- 新世紀福音戰士劇場版：Air/真心為你（1997年）動畫
- 數碼寶貝大冒險02（2000年）原畫
- 超劇場版 Keroro軍曹（2006年）人物設計、總作畫監督、作畫監督
- 超劇場版 Keroro軍曹 2 深海的公主/小Kero（2007年）人物設計、總作畫監督
- 超劇場版 Keroro軍曹 3 Keroro VS Keroro 天空大決戰（2008年）人物設計、作畫監督
- Keroro軍曹（2026年）導演

### OVA
- 捍衛者21（2002年）演出、作畫監督、OP原畫
- （2003年）原畫

### 網路動畫
- （2009年）導演
- 宮河家的空腹（2013年）演出、作畫監督
- 靈幻小子（2023年）系列監督、分鏡、演出

### 遊戲
- 无限航路

## 外部連結
- （日語） oi-chan:chi （页面存档备份，存于），個人網站。
- （日語） 日々の妄想（DIARY） （页面存档备份，存于），網誌。
- 追崎史敏的X（前Twitter）
- ENCOURAGE FILMS （页面存档备份，存于）